# Малая металлургия
Малая металлургия (кит. упр. 土法煉鋼 земляные плавильные печи) — кампания по организации повсеместного производства стали в Китае с целью быстрой индустриализации страны. Кампания была ключевой составной частью пятилетки Большого скачка 1958—1962. Кампания привела к обратному результату — разрушению индустриальной базы и необходимости сворачивать неэффективное производство низкокачественного металла.

## Предпосылки
К 1958 году Китай оставался аграрной страной, 90 % населения были заняты в сельском хозяйстве. Отсутствовала индустриальная база. Руководство понимало необходимость широкомасштабной индустриализации.
Однако по разного рода политическим причинам опыт Советского Союза был неприемлем, для индустриализации советские специалисты почти не привлекались, а через некоторое время (1960—1961) они и вовсе покинули Китай.
Мао Цзэдун и китайское руководство надеялись поднять экономику только на трудовом энтузиазме. Строились планы, как «догнать и перегнать» развитые страны, при этом производство стали считалось ключевым показателем. Для ориентира была выбрана Великобритания, догнать которую предстояло за рекордные сроки.
План поддержал президент Академии наук КНР, академик Го Можо, который поставил задачу перед учёными.

## Социальные преобразования
На основе опыта коллективизации в СССР Мао Цзэдун готовил преобразования социальной структуры. Мелкие крестьянские хозяйства не годились для малой металлургии, потому что у них не хватало ресурсов для создания доменной печи. С 1958 года стали создаваться «народные коммуны» — крупные самодостаточные группы, жившие и работавшие совместно, питавшиеся в общей столовой, у которых вместо денег в ходу были трудодни. К концу 1958 года было создано 25 тысяч коммун, средний размер которых составлял 5000 семей.

## Ход кампании
Основные решения были приняты на заседании Политбюро ЦК в августе 1958 года. Было решено, что производство стали должно удваиваться каждый год, а за 15 лет удастся догнать Великобританию. Для этого считалось необходимым во всех дворах строить печи. Мао Цзэдуну уже продемонстрировали образцы таких печей в городе Хэфэй провинции Аньхой, которыми гордился первый секретарь провинциального партийного комитета Цзэн Сишэн. Во время демонстрации объяснялось, что результат такой переработки — высококачественная сталь (но, по всей вероятности, заключительные стадии металлообработки были сделаны где-то в другом месте). Мао пришёл в восторг: стало ясно, что такие печи вполне под силу народным коммунам в пригородах.
Когда в короткие сроки была решена проблема коллективизации, повсюду стали строиться мастерские по производству стали из руды.
В соответствии с директивами Партии народным коммунам поручалось строить малые доменные печи из глины и топить дровами. Рабочих набирали из близлежащих деревень.
В то время, особенно в начале кампании, отсутствовала надлежащая инфраструктура и фундаментальные знания о стали и мартеновских печах. Ещё в 1959 году после изучения проблемы и первых опытов стало ясно, что хорошего качества сталь можно производить только в крупных печах на больших фабриках, используя каменный уголь в качестве топлива. Однако проект продолжался, были скорректированы директивы, и население организовывало на местах поиски и добычу угля и пыталось модернизировать печи.
Первые опыты очень воодушевляли — действительно, переплавку металла, оказывается, можно было организовать подручными средствами. Составлялись планы. Нередко для того, чтобы выполнить планы или отрапортовать, в дело шёл мелкий сельхозинвентарь, а также домашние чайники, тазы, сковороды, утюги, которые также переплавлялись и увеличивали выработку.
Результатом переплавки был, однако, низкокачественный чугун, получаемый в промышленности только на первых стадиях обработки, не годный для широкомасштабного использования. Он мог использоваться преимущественно для изготовления плугов и мотыг и расходовался в пределах коммуны.
Руководство, однако, было восхищено всеобщим подъёмом, а специалисты боялись выступать с критикой после кампании Пусть расцветают сто цветов.
В 1958 году производство «стали» возросло на 45 %, а в 1959 — ещё на 30 %. Однако в 1961 году неэффективность малой металлургии стала очевидна, кампания была тихо свёрнута и забыта, производство стали резко упало и вернулось к уровню 1958 года только в 1964 году.